# Kaņiera niedrāja taka
Kaņiera niedrāja taka, česky lze přeložit jako Rákosová stezka Kaņieris, je populární okružní turistická trasa na jezeře Kaņieris v Národním parku Ķemeri. Nachází se v kraji Tukums, nedaleko břehu Rižského zálivu Baltského moře, v Kurzeme v Lotyšsku. Má délku 2,8 km a velkou částí vede na plovoucích dřevěných chodnících (pontonech) postavených na jezeře Kaņieris a v jeho rákosinách, pobřeží, ostrově a poloostrově Andersala. Na trase se nachází také rozhledny/pozorovatelny ptáků (pozorovatelna ptáků I Kaņieris a pozorovatelna ptáků II Kaņieris) a bludné balvany. Stezka je celoročně volně přístupná.

## Galerie

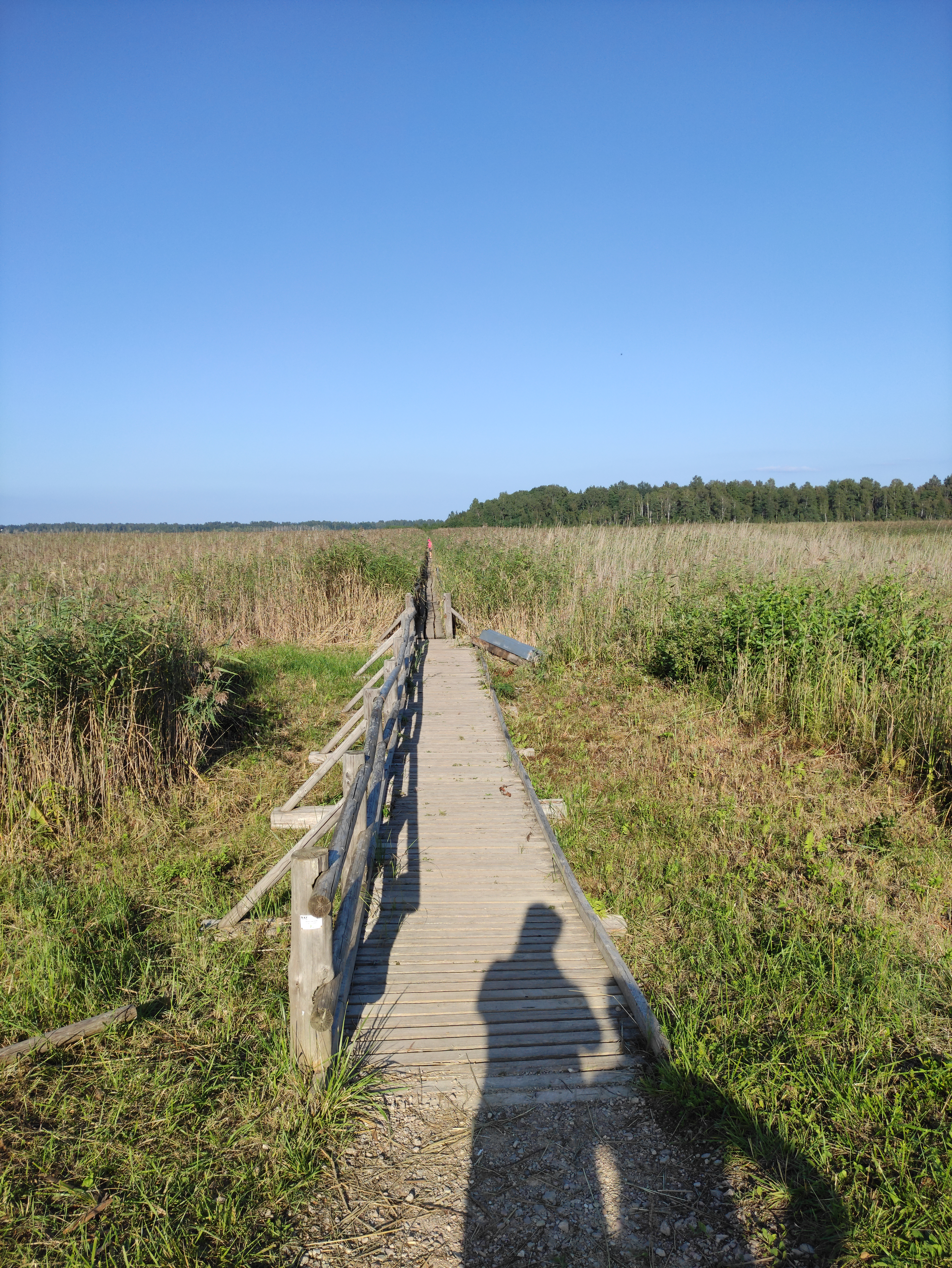
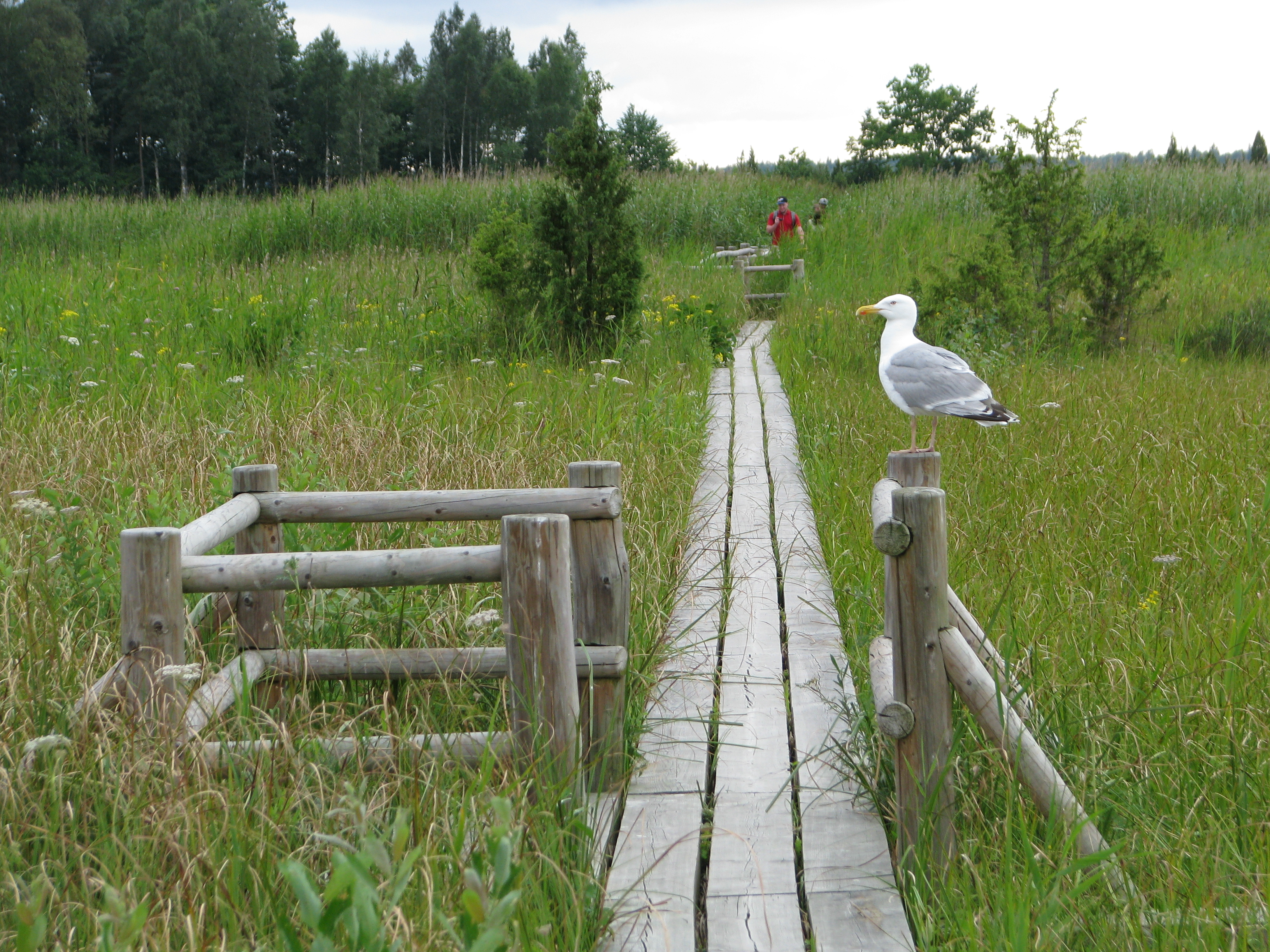
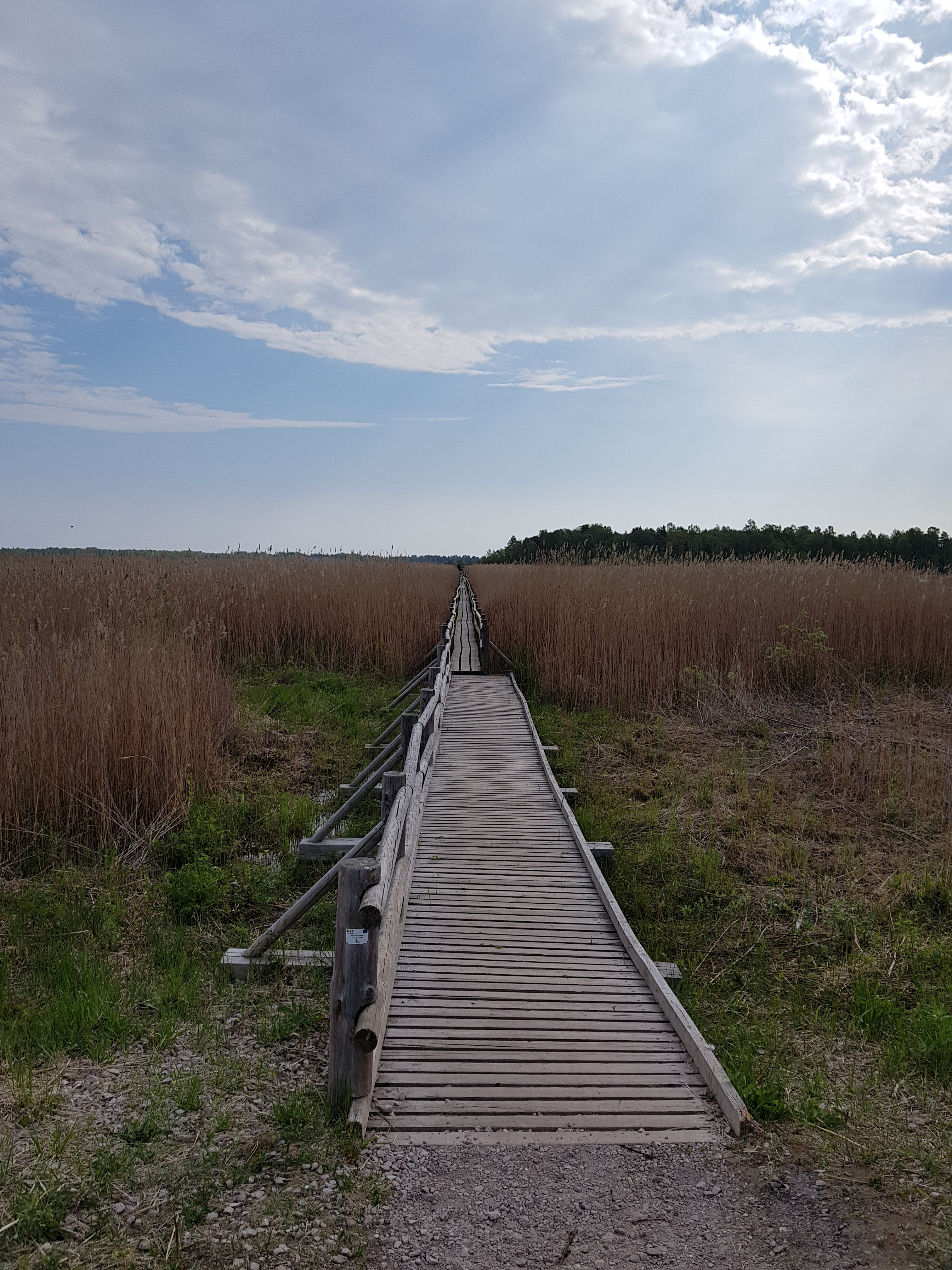
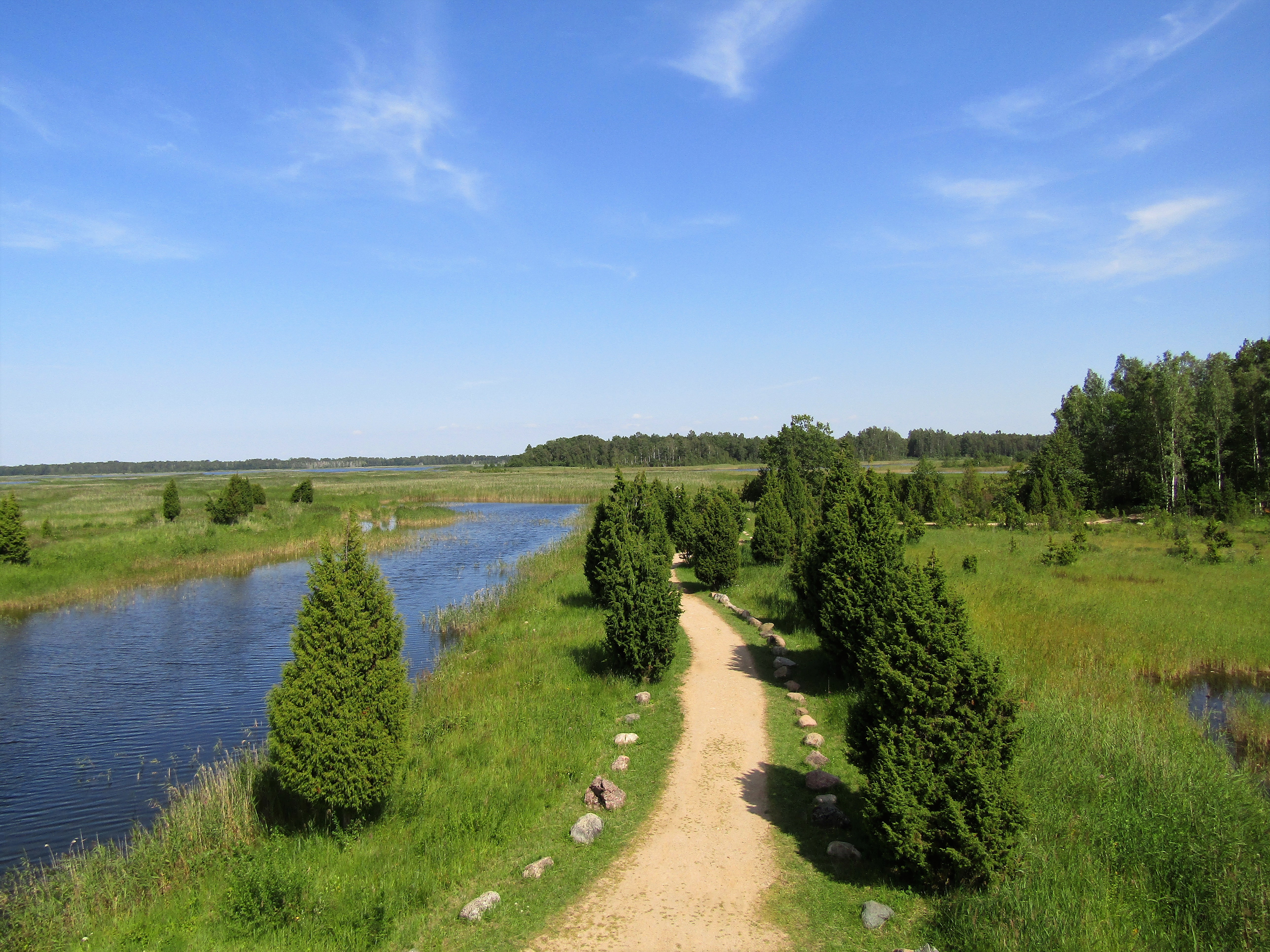
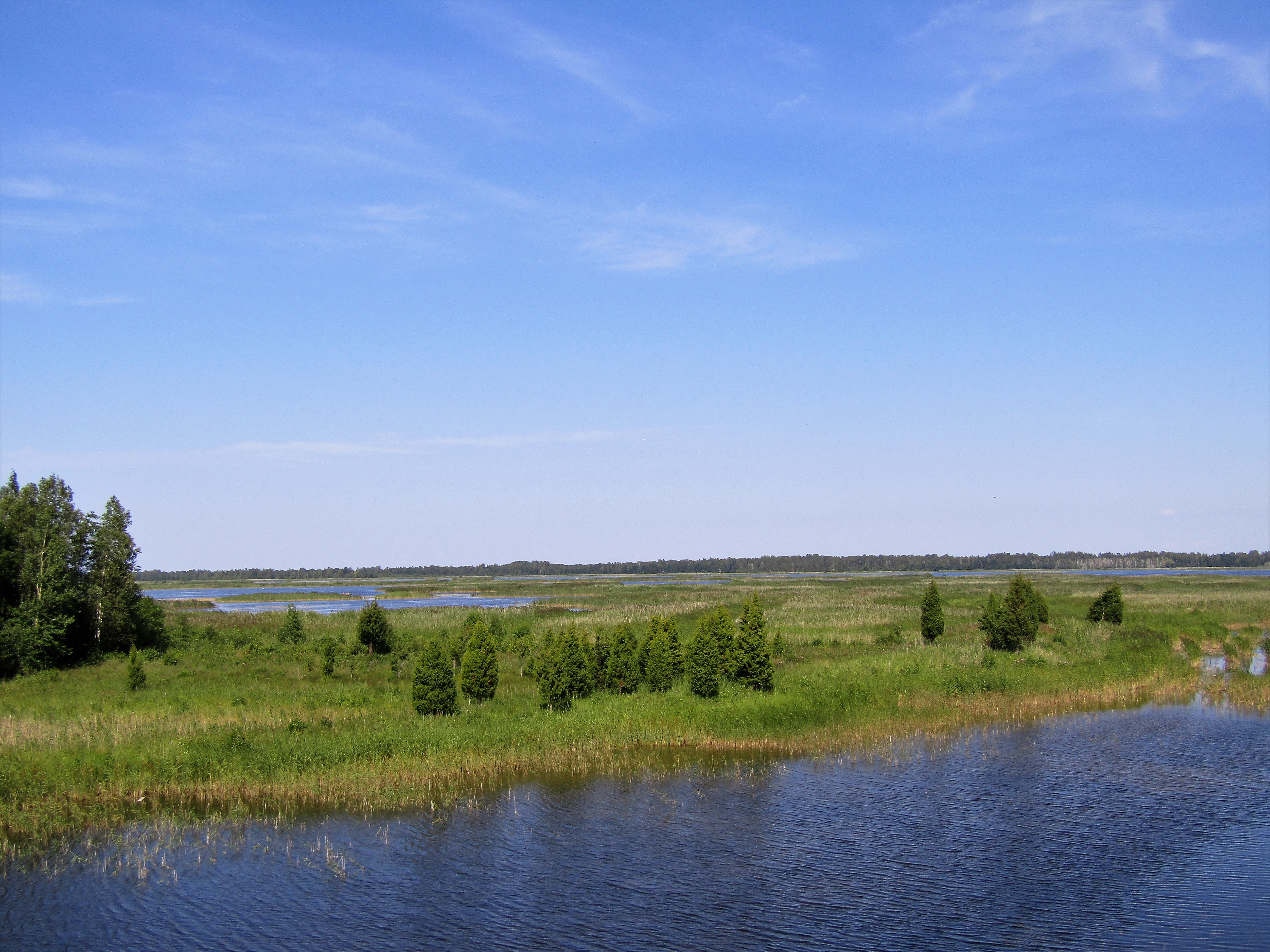
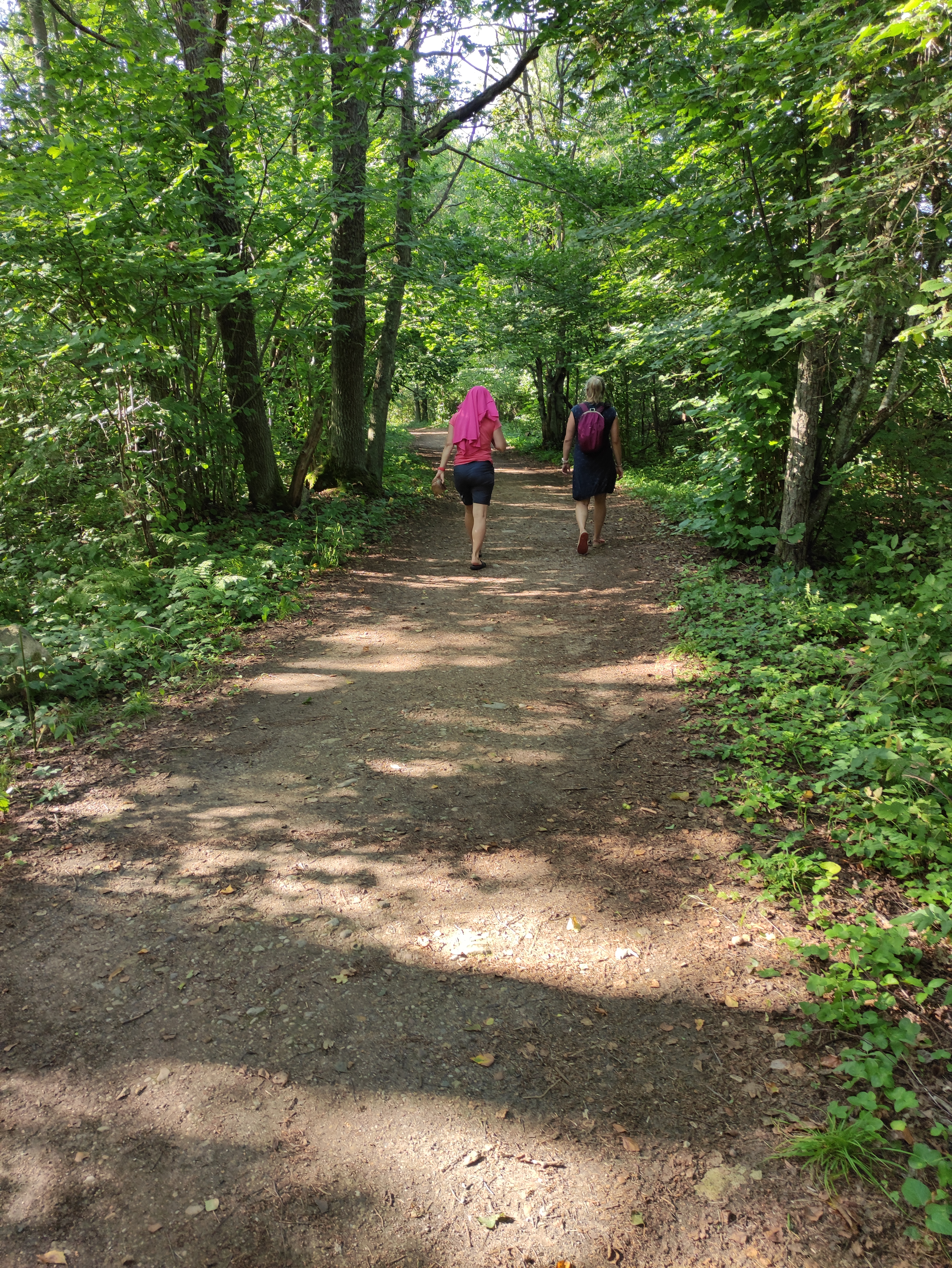